# تپه احمدآباد ۶
تپه احمدآباد ۶ در شهرستان قزوین، روستای احمدآباد واقع شده و این اثر در تاریخ ۲۵ اسفند ۱۳۷۹ با شمارهٔ ثبت ۳۳۰۱ به‌عنوان یکی از آثار ملی ایران به ثبت رسیده است.